# Список давньоєгипетських папірусів
Список давньоєгипетських папірусів — перелік папірусів, створених в часи цивілізації Стародавнього Єгипту. Були математичного, медичного, історичного змісту.
| Назва                                                              | Дата               | Зміст                                                                       | Зберігання                                                 |
| ------------------------------------------------------------------ | ------------------ | --------------------------------------------------------------------------- | ---------------------------------------------------------- |
| Папірус Ваді-ель-Джарф                                             | XXVI ст. до н. е.  | Стосовно будівництва пірамід                                                | Каїрський єгипетський музей                                |
| Абусірський папірус                                                | XXVI ст. до н. е.  | Про фараона Неферіркарра                                                    |                                                            |
| Московський матемактичний папірус                                  | XXI ст. до н. е.   | Математичні завдання і рішення                                              | Державний музей образотворчих мистецтв імені О. С. Пушкіна |
| Берлінський папірус                                                | XXI ст. до н. е.   | Медико-математичні теми                                                     | Берлін                                                     |
| Папірус Ермітажу 1116A Московський папірус Карлсберзький папірус 6 | XX ст. до н. е.    | Повчання Мекрікара                                                          |                                                            |
| Ленінградський папірус 1115                                        | XX ст. до н. е.    | Казка про потерпілого аварію корабля                                        | Москва                                                     |
| Папірус Весткар                                                    | XX ст. до н. е.    | Казка про диво                                                              | Берлінський єгипетський музей                              |
| Папірус Прісса                                                     | XX ст. до н. е.    | Повчання Кагемні Повчання Птаххотепа                                        | Національна бібліотека Франції                             |
| Берлінський папірус 3023, 3025, 10499                              | XX ст. до н. е.    | Про красномовного селянина                                                  | Берлін                                                     |
| Папірус Батлера 527                                                | XX ст. до н. е.    | Про красномовного селянина                                                  | Британський музей                                          |
| Берлінський папірус 3024                                           | XX ст. до н. е.    | Казка пастуха Спір між чоловіком та його Ба                                 | Берлін                                                     |
| Папірус Херста                                                     | XX ст. до н. е.    | Медичні тексти                                                              | Університет Каліфорнії в Берклі                            |
| Математичний папірус Рінда                                         | XIX ст. до н. е.   | Математичні завдання і рішення                                              | Британський музей                                          |
| Кахунський папірус                                                 | XIX ст. до н. е.   | Математично-медичні тексти                                                  | Університетський коледж Лондона                            |
| Берлінський папірус 3022                                           | XIX ст. до н. е.   | Сказання Сінухе                                                             | Берлін                                                     |
| Медичні тексти Рамсесеума                                          | XVIII ст. до н. е. | Медичні тексти                                                              |                                                            |
| Папіруса Булака 18                                                 | XVIII ст. до н. е. | Про управління палацом                                                      | Каїр                                                       |
| Лондонський медичний папірус                                       | XVIII ст. до н. е. | Медичні тексти                                                              | Британський музей                                          |
| Папірус Рейснера                                                   | XVIII ст. до н. е. | Офіційні записи                                                             |                                                            |
| Папірус Іпувера                                                    | XVII ст. до н. е.  | Висловлювання Іпувера                                                       | Музей Рійксмузеум ван Оудхеден (Нідерланди, Лейден)        |
| Папірус Голенищева                                                 | XVII ст. до н. е.  | Гімн червоній короні                                                        | Берлін                                                     |
| Папірус Едвіна Сміта                                               | XVI ст. до н. е.   | Медичний текст                                                              | Медична академія (Нью-Йорк, США)                           |
| Папірус Еберса                                                     | XVI ст. до н. е.   | Медичний текст                                                              | Університет Лейпцигу (ФРН)                                 |
| Папірус Міллінгена                                                 | XVI ст. до н. е.   | Повчання Аменемхета                                                         | Папірус втрачено                                           |
| Туринський еротичний папірус                                       | XVI ст. до н. е.   | Малюнки тварин та еротичні малюнки                                          | Єгипетський музей в Турині                                 |
| Папірус Ані                                                        | XIII ст. до н. е.  | Книга смерті                                                                | Британський музей                                          |
| Туринський царський папірус                                        | XIII ст. до н. е.  | Перелік фараонів                                                            | Єгипетський музей в Турині                                 |
| Папірус Сальєра II                                                 | XIII ст. до н. е.  | Дидактична праця «Повчання Дуахети» (Сатира торгів)                         | Британський музей                                          |
| Папірус Анастасія I                                                | XIII ст. до н. е.  | Сатиричні листи                                                             | Британський музей                                          |
| Папірус Гарріса                                                    | XII ст. до н. е.   | Списки обдарованості                                                        | Британський музей                                          |
| Туринський правничий папірус                                       | XII ст. до н. е.   | Звіт про гаремну змову проти Рамсеса III                                    | Єгипетський музей в Турині                                 |
| Папірус Гарріса 500                                                | XII ст. до н. е.   | «Казка про приреченого князя», «Взяття Іоппії», любовні вірші, Пісня музики | Британський музей                                          |
| Пушкінський папірус                                                | XII ст. до н. е.   | Листи                                                                       | Москва                                                     |
| Туринська папірусна карта                                          | XII ст. до н. е.   | Мапа                                                                        | Єгипетський музей в Турині                                 |
| Папірус Еббота                                                     | XII ст. до н. е.   | Розслідування злочинів                                                      | Британський музей                                          |
| Папірус Леопольда II та Арнхерста                                  | XII ст. до н. е.   | Розслідування злочинів                                                      | Музей мистецтв (Брюссель, Бельгія)                         |
| Папірус Майєра                                                     | XII ст. до н. е.   | Розслідування злочинів                                                      |                                                            |
| Медичний папірус Честера Бітті                                     | XII ст. до н. е.   | Листи                                                                       | Британський музей                                          |
| Папірус Британського музею 10474                                   | XII ст. до н. е.   | Повчання Аменхотепа                                                         | Британський музей                                          |
| Папірус Лансінга                                                   | XII ст. до н. е.   | Підручник                                                                   | Британський музей                                          |
| Папірус Честера Бітті IV                                           | XII ст. до н. е.   | Безсмертя письменників                                                      | Британський музей                                          |
| Папірус д'Обіньї                                                   | XII ст. до н. е.   | Повість про двох братів                                                     | Британський музей                                          |
| Папірус Честера Бітті II                                           | XII ст. до н. е.   | Осліплення Правди Брехнею                                                   | Британський музей                                          |
| Папірус Честера Бітті I                                            | XII ст. до н. е.   | Люовна лірика Боротьба Гора з Сетом                                         | Британський музей                                          |
| Грінфілдський папірус                                              | XI ст. до н. е.    | Книга смерті                                                                | Британський музей                                          |
| Медичний папірус Честера Бітті                                     | XII ст. до н. е.   | Листи                                                                       | Британський музей                                          |
| Московський папірус 120                                            | XI ст. до н. е.    | Подорож Уну-Амона                                                           | Москва                                                     |
| Папірус Худа                                                       | X ст. до н. е.     | Омастикон Аменопа                                                           | Британський музей                                          |
| Берлінський папірус 3048                                           | VIII ст. до н. е.  | Шлюбний контракт                                                            | Берлін                                                     |
| Папірус Ріланда 9                                                  | VI ст. до н. е.    | Клопотання Петіса                                                           | Бібліотека Джона Ріланда (Манчестер, Велика Британія)      |
| Бруклінський папірус                                               | IV ст. до н. е.    | Медичний текст                                                              | Бруклінський музей                                         |
| Папірус Бремнера-Рінда                                             | IV ст. до н. е.    | Пісні Ісіди і Нефтиди                                                       | Британський музей                                          |
| Папірус Британського музею 10508                                   | IV ст. до н. е.    | Повчання Анхшешонка                                                         | Британський музей                                          |
| Берлінський папірус 3008                                           | IV ст. до н. е.    | Плач Ісіди і Нефтиди                                                        | Берлін                                                     |
| Папірус Каїрського музею № 30646                                   | IV ст. до н. е.    | Про Хаемуасета I                                                            | Каїрський єгипетський музей                                |
| Папірус Каїрського музею № 30692                                   | IV ст. до н. е.    | Про Хаемуасета I                                                            | Каїрський єгипетський музей                                |
| Віденський демотичний папірус 6165                                 | IV ст. до н. е.    | Історичний цикл про Петубастіса I                                           | Відень (Австрія)                                           |
| Лейденський демотичний папірус I 384                               | IV ст. до н. е.    | Міф про «Око Ра»                                                            | Лейден (Нідерланди)                                        |
| Міланський папірус                                                 | III ст. до н. е.   | Поезія давньогрецькою мовою                                                 | Міланський університет (Італія)                            |
| Карлсберзький папірус                                              | II ст. до н. е.    | Медичні тексти                                                              | Університет Копенгагена (Данія)                            |
| Папірус Інсінгера                                                  | II ст. до н. е.    | Навчальні тексти з давньому мудрості                                        | Лейден (Нідерланди)                                        |
| Папірус Британського музею 604                                     | I ст. до н. е.     | Про Хаемуасета II                                                           | Британський музей                                          |